# Peter Koller (Architekt)

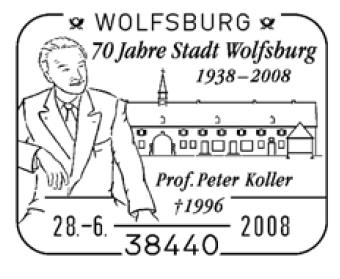
Sonderstempel zum 70. Stadtgründungstag Wolfsburgs mit Bild des Stadtplaners Peter Koller und des zentralen Gebäudes im Steimker Berg

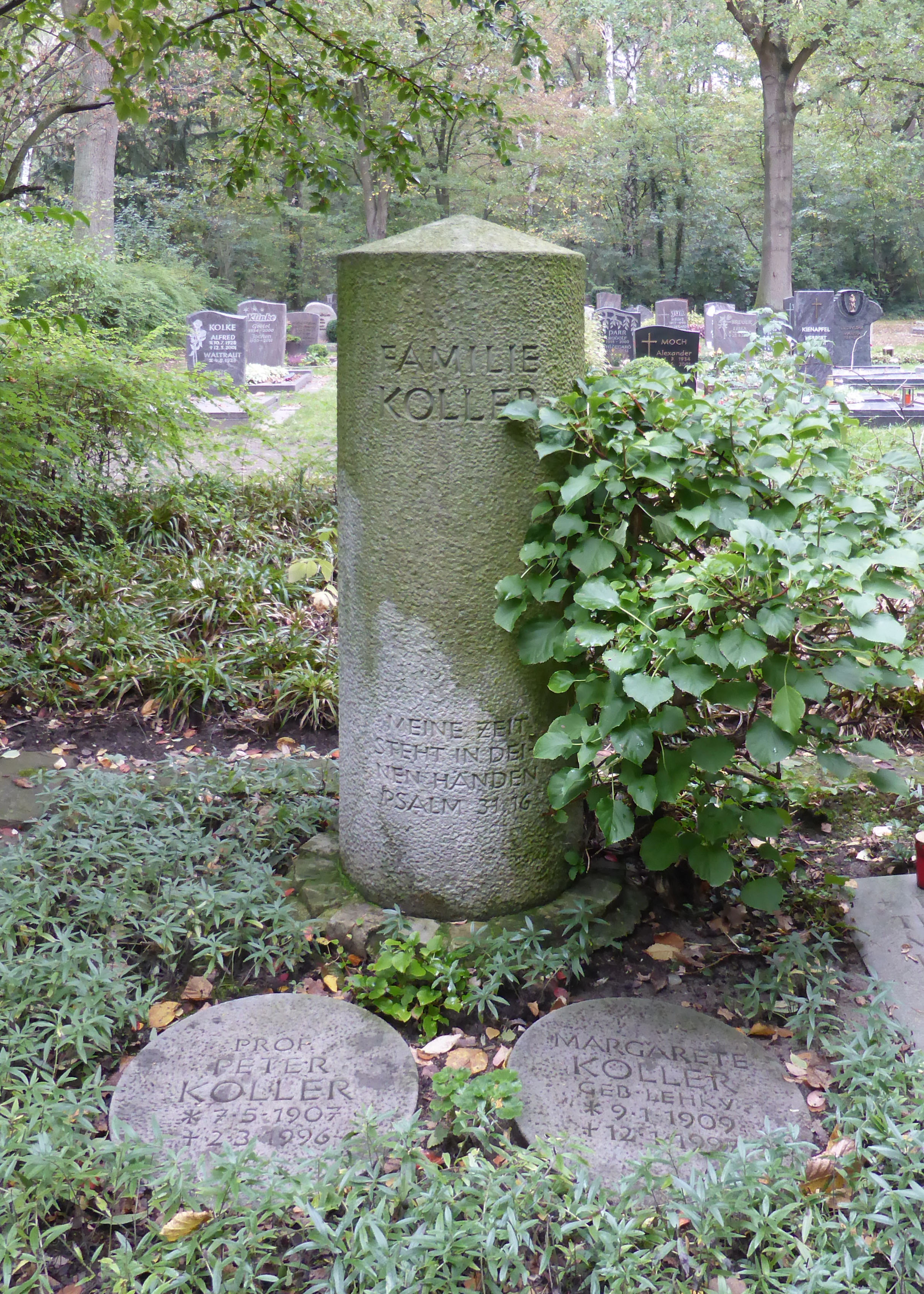
Grabstätte

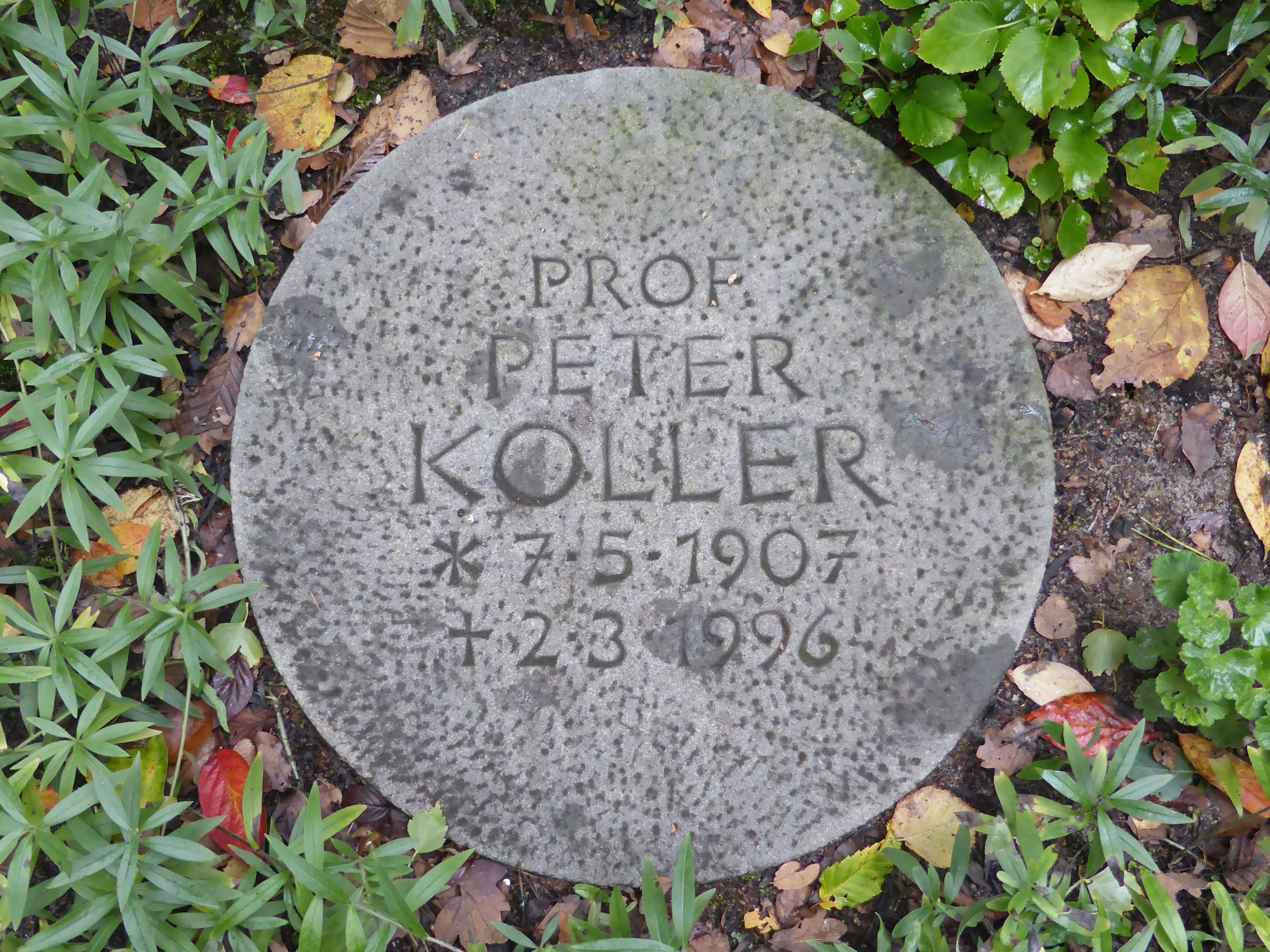
Grabplatte

Peter Koller (* 7. Mai 1907 in Wien, Österreich-Ungarn; † 2. März 1996 in Wolfsburg) war ein österreichisch-deutscher Architekt und Stadtplaner, der maßgeblich an Planung und Bau der Stadt Wolfsburg beteiligt war.

## Leben
Kollers Vorfahren stammen aus Kärnten, sein Vater war Zahnarzt in Wien. Dort wurde er am 7. Mai 1907 geboren und verbrachte auch seine Schulzeit.
Koller hatte sich bereits in jungen Jahren in der bündischen Jugend engagiert. Er war in Kontakt mit Wilhelm Kotzde-Kottenrodt gekommen, der 1920 die völkische Jugendorganisation der „Adler und Falken“ begründet hatte. Über seine politische Einstellungen als Jugendlicher und junger Erwachsener schrieb Koller 1954 an einen ehemaligen Mitschüler, mit dem er auf dem Schottengymnasium in Wien gewesen war: „Du wirst Dich ja daran erinnern, daß ich als Junge streng national, wie man sagte, war und ich bin ja der einzige sogenannte Hakenkreuzler in unserer Klasse gewesen. Ich bin natürlich später der Partei beigetreten, nicht nur aus praktischen oder politischen Gründen, sondern weil mein ganzer Lebensweg, mein ganzer Erziehungsgang darauf hindrängte und ich habe ja auch von Anfang an alle diese Dinge mitgemacht und diese ganze Entwicklung und Entartung dieser Weltanschauung erlebt, die eine so ungeheure Katastrophe auf der ganzen Welt hervorrief.“
Peter Koller studierte von 1925 bis 1928 an der Technischen Hochschule Wien, wechselte dann für ein Wintersemester an die Technische Hochschule Berlin, ehe er nach Wien zurückkehrte und die Diplom-Hauptprüfung im Fach Architektur ablegte. Anschließend absolvierte er im Jahre 1929 ein weiteres Studienjahr in Berlin, wobei er Albert Speer kennenlernte.
Zwei Jahre lang war Koller beruflich in Deutschland tätig, ehe er 1931 zunächst nach Österreich zurückkehrte. Zum 1. Januar 1931 trat Koller der NSDAP bei (Mitgliedsnummer 394.167). Von 1933 an arbeitete Koller mit nur kurzen Unterbrechungen als Architekt für verschiedene deutsche Behörden, darunter für das Reichsheimstättenamt.
Ende 1937 wurde er von der Gesellschaft zur Vorbereitung des Deutschen Volkswagens (siehe Volkswagen AG #Gründung) mit der Planung der Stadt des KdF-Wagens betraut. Im Frühjahr 1938 legte er den Entwurf vor, der nach einigen Änderungen zugunsten von Adolf Hitlers Gestaltungswünschen zur Grundlage für den Bau der neuen Stadt wurde. Koller wurde vom Generalbauinspektor für die Reichshauptstadt Speer zum Chef des Stadtbaubüros ernannt und behielt diese Stellung bis 1942, als die Bauarbeiten wegen des Zweiten Weltkriegs weitgehend zum Erliegen kamen. Er meldete sich freiwillig zur Wehrmacht und geriet als Gefreiter am 24. Dezember 1943 östlich des Dnepr in sowjetische Kriegsgefangenschaft, aus der er im November 1945 entlassen wurde.
Er steht beispielhaft für eine Gruppe von Architekten, die nicht vom Nationalsozialismus verführt werden musste, weil sie bereits lange vor der Machtergreifung mit den Zielen und Vorstellungen Hitlers übereinstimmte. Im NS-Staat verfügten diese über eine fast uneingeschränkte Macht, ihre Vorhaben durchzusetzen.
Peter Koller setzte bei seinen Planungen früh auf die Expertise von Wirtschafts- und Sozialwissenschaftlern: „Konzepte und Methoden von Ludwig Neundörfer, Gerhard Isenberg oder Emil Uebler prägten Kollers Arbeitsweise bis in die späten 1960er Jahre.“
Koller ließ nach Kriegsende keine Gelegenheit aus, sich als „unpolitischen“ Stadtplaner darzustellen. Gelang dies nicht, wurde auf die Wandlung vom „Saulus“ zum „Paulus“ verwiesen. Als Architekt zweier katholischer Kirchen im Wolfsburg der Nachkriegszeit nahm er in Anspruch, seine persönliche Einstellung geändert zu haben. Darüber hinaus hat er auf vielfältige Weise das Bild von sich und seinem Werk im Nachkriegsdeutschland zu beeinflussen gesucht. Er schrieb umfängliche Leserbriefe, wenn ihm Zeitungsartikel und darin geäußerte Urteile über „sein Lebenswerk“ – die Stadt Wolfsburg – missfielen. In der Auswertung der Korrespondenz in seinem Nachlass werden aber Versuche offenbar, alte Kontakte wieder aufleben zu lassen, sich in der jungen Bundesrepublik neu zu vernetzen und neu zu positionieren.
Bis 1948 arbeitete Peter Koller im Architekturbüro seines früheren Mitarbeiters Titus Taeschner und machte sich dann selbstständig. In der Folgezeit war er vorwiegend mit Projekten in Wolfsburg und Umgebung betraut. 1955 wurde er zum Stadtbaurat von Wolfsburg ernannt und leitete in dieser Position die weitere Stadtentwicklung, bis er 1960 als ordentlicher Professor an die Technische Universität Berlin berufen wurde.
1972 zog Koller sich auf einen Bergbauernhof in der Nähe von Arriach (Österreich) zurück, behielt aber eine Wohnung im Wolfsburger Stadtteil Steimker Berg, wo er am 2. März 1996 starb.
Koller war seit 1931 mit Margarete geb. Lehky (1909–1997) verheiratet und hatte neun Kinder. Seine Grabstätte auf dem Waldfriedhof in Wolfsburg ist bis heute erhalten. Sein Sohn Peter Koller (1934–2024) wirkte ebenfalls in Wolfsburg als Architekt, er entwarf unter anderem die Kirche St. Heinrich im Stadtteil Rabenberg.

## Auszeichnungen
- 1975 Camillo-Sitte-Preis für Städtebau

## Realisierungen
- Steimker Berg, 1938/1939

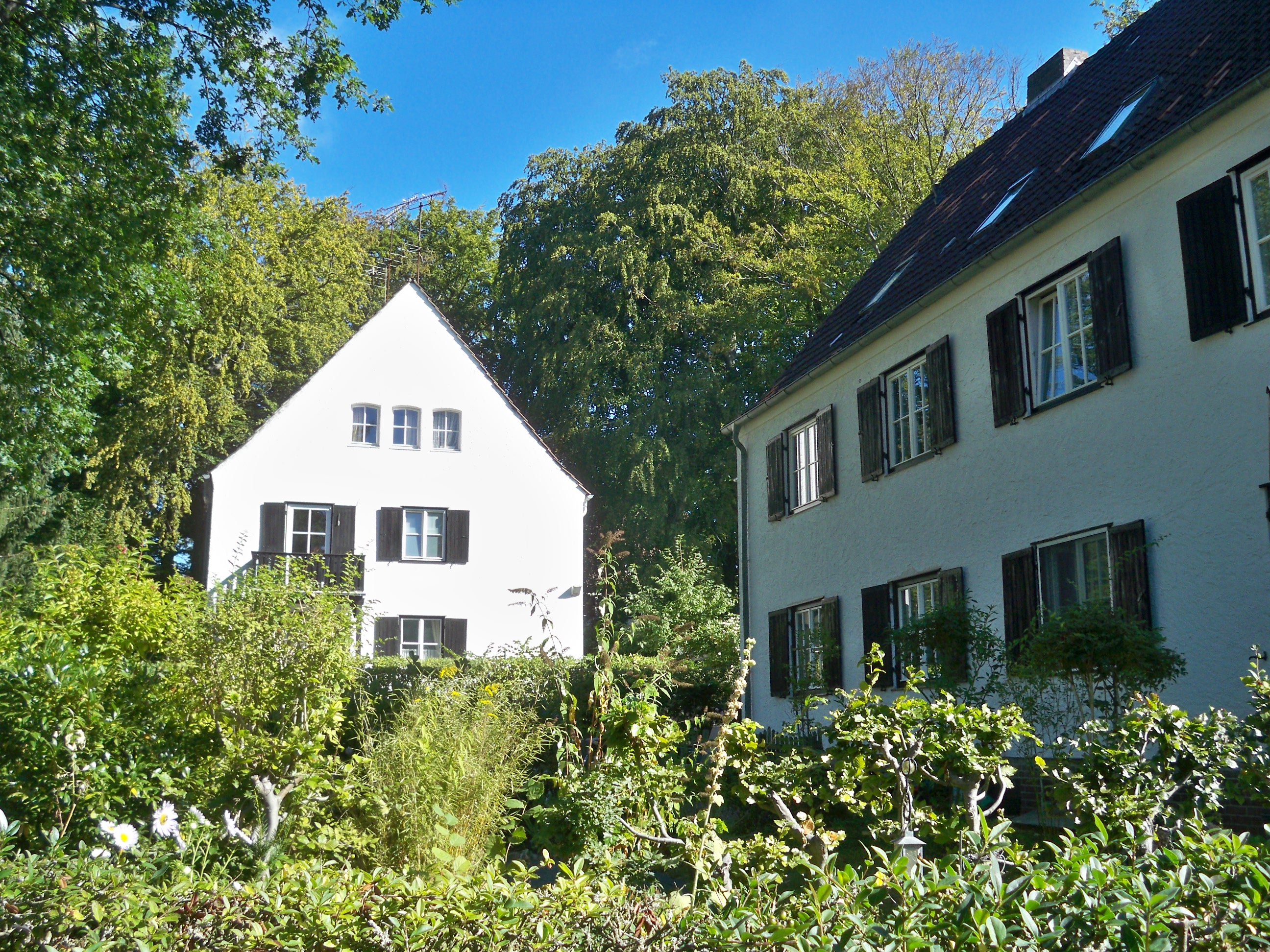
Wohnhäuser am Steimker Berg

- St. Christophorus (Wolfsburg), 1950/1951
- St. Joseph (Wolfsburg), 1956/1957
- Stadthalle, 1957/1958